# El fútbol o yo
El fútbol o yo (bra: O Futebol ou Eu) é um filme de comédia argentino de 2017 dirigido por Marcos Carnevale. Trata-se de um filme que também se interessa pelo gênero do futebol. É protagonizado por Adrián Suar e Julieta Diaz.

## Sinopse
Pedro (Adrián Suar) tem uma paixão excessiva pelo futebol: sua paixão pelo futebol é tão grande que será demitido por ir trabalhar para assistir a um jogo no horário de trabalho. Tudo isso colocará em risco seu relacionamento com Veronica (Julieta Diaz).

## Elenco
- Adrián Suar como Pedro.
- Julieta Díaz como Verónica.
- Rafael Spregelburd como Martín.
- Federico D'Elía como Juan.
- Alfredo Casero como Roca.
- Carolina Levi como Amiga de Martín.
- Martín Tecchi como Jefe.
- Julieta Vallina como Liliana.
- Marcelo D'Andrea como Castro.
- Javier De Nevares como Batista.
- Peto Menahem como Luis.
- María Zamarbide como Mechi.
- Natalia Santiago como Flor.
- Mario Moscoso como Mario.
- Silvia Trawier como Elsa.
- Dalia Gutmann como Marcela.
- Miriam Odorico como Esther.

## Filmagem
O filme, cujo título em pré-produção era Sos mi pasión, iniciou as filmagens em 6 de fevereiro de 2017 e se estendeu por seis semanas em locações de Villa Crespo, Buenos Aires.

## Trailer
No início de maio de 2017 Patagonik lançou uma prévia ou trailer do filme confirmando efetivamente sua estreia para 10 de agosto de 2017 na Argentina.

## Controvérsias

### Denúncia por plágio
O escritor Daniel fresco, autor do romance Enfermo de fútbol (2015) iniciou um processo contra os produtores do filme por alegado plágio sobre as semelhanças entre seu livro e o longa-metragem.
Além disso, o escritor acrescentou que o mesmo produtor encarregado do filme havia falado com ele para a adaptação cinematográfica de seu livro, que finalmente nunca foi realizado.
O juiz de Instrução Guillermo Carvajal e o promotor Martín Mainardi decidirão se o enredo do filme é uma cópia do livro que narra a história de um homem que deixa tudo para assistir futebol.
O promotor relevante do caso determinou que uma perícia deve ser realizada. Um júri de três pessoas será formado para determinar se houve plágio.
Os acusados foram indeferidos pelo Tribunal Nacional no Criminal e Correcional Nº3, decisão que foi posteriormente confirmada pela Câmara Nacional de Apelações no Criminal e Correcional da Argentina. Na sentença, ditada em 1 de dezembro de 2020, o tribunal advertiu “os pontos em comum que ambas apresentam, mas isso não chega para falar de uma violação aos artigos 71 e 72 da Lei 11.723 e levar, consequentemente, à intervenção do direito penal”. Também foi indicado que o filme argentino adquiriu os direitos de adaptar outra obra, o filme belga Je suis supporter du Standard (2013), que foi lançado antes da publicação do romance.